# سكوثيون
السكوثيون أو الإصقوث (باللغة اليونانية: Σκυθία) هم شعب بدوي متنقل ينحدر من أصول إيرانية وهم من مملكة سيثيا (سكيثيا) ، حل محل السيريين الذي كانوا قد جاؤا من سهول روسيا، وقد نزح السكوثيون من سهول أوراسيا إلى جنوبي روسيا في القرن 8 ق م.، واستقروا بغرب نهر الفولجا شمال البحر الأسود حيث كانوا علي صلة بالمستعمرات الإغريقية حول البحر الأسود. تعرف اليوم بشبه جزيرة القرم (أوكرانيا). تمكن السكوثيون من تأسيس إمبراطورية غنية وقوية استمرت لقرون عديدة قبل أن يخضعوا للسارماتيين بين القرنين الرابع قبل الميلاد حتى القرن الثاني الميلادي.
معظم ما نعرفه اليوم عن تاريخ السكوثيين يأتي من الروايات التي دونها المؤرخ اليوناني القديم هيرودوتس، والذي كان قد زار بلادهم. وقد نشرت تلك السجلات بعد دراستها من قبل علماء الأنتروبولوجيا (علم الإنسان) الروس. كما كتب عنهم أيضاً المؤرخ اليهودي يوسيفوس فلافيوس ووصفهم بأنهم شعب ماجوج.
كان السكوثيين يثيرون إعجاب وخوف جيرانهم لخفة حركتهم ولبسالتهم في الحروب والمعارك، خصوصاً لمهارتهم بالفروسية حيث كانوا من أوائل الشعوب الذين تفننوا بركوب الخيل.

## لمحة تاريخية
جلبت الهجرة السكوثيين من سهول أوراسيا إلى مقاطعات الكيميريين والذين كانوا يسيطرون بشكل تقليدي على القوقاز وعلى شمال البحر الأسود، وفي حرب استمرت ثلاثون عاماً تمكن السكوثيين من تدمير الكيميريين مؤسسين إمبراطوريتهم التي امتدت من غرب الإمبراطورية البارثية مروراً بسورية وفلسطين حتى حدود مصر. فقام الميديون حكام إيران آنذاك بمهاجمتهم وطردهم من أناطوليا، لتتحدد أخيراً أرض السكوثيين من بعد الحدود الفارسية حتى منطقة الكوبان على البحر الأسود جنوبي روسيا.
كانت قوة جيوش السكوثيين كافيةً تماماً لصد غزو جحافل الملك الفارسي داريوس الأول حوالي عام 513 ق.م.
في عام 339 ق.م قتل ملك السكوثيين آتياس عن عمر يناهز التسعين عاماً في معركة مع الملك المقدوني فيليب الثاني مما أوعز ببدء عصر الانحطاط، ودمرت الإمبراطورية السكوثية بشكل نهائي في القرن الثاني قبل الميلاد، وكان بالاكوس هو آخر ملوك السكوثيين.

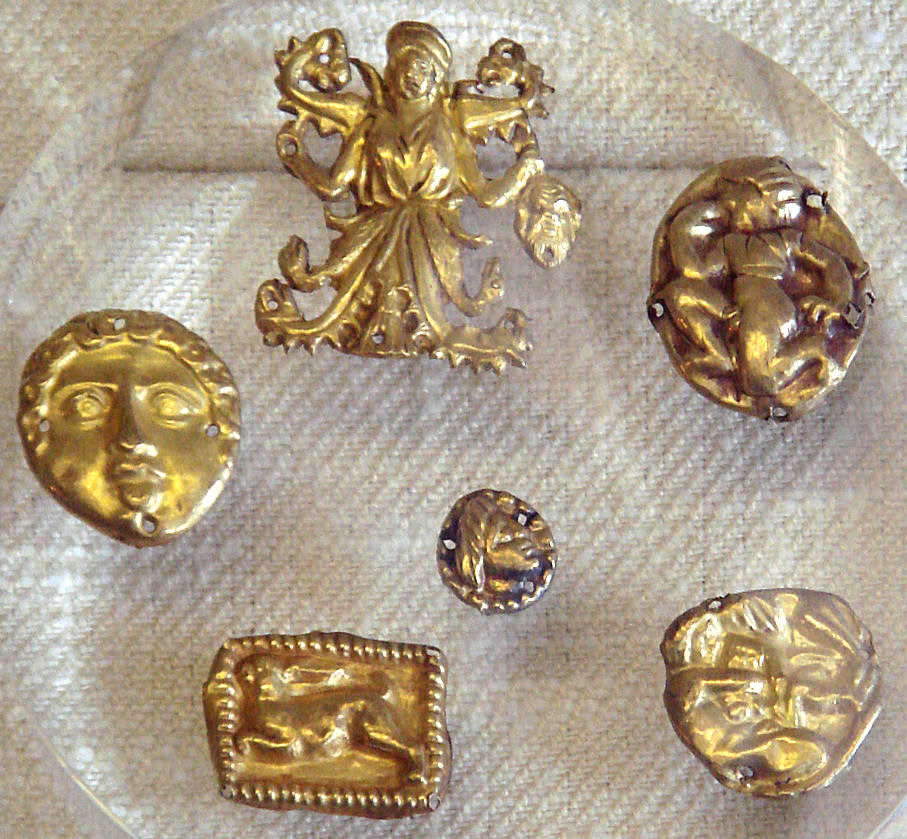
مكتشفات أثرية للسكوثيين في كول أوبا في كيرش الواقعة شرقي شبه جزيرة القرم

## الحضارة السكوثية
لم يكن السكوثيين يتميزون بقدرتهم على القتال فحسب بل أيضاً بأعمالهم ومخلفاتهم الحضرية، حيث طوروا طبقة من الأرستقراطيين الأغنياء الذين شجعوا على التوسع بالمهن والحرف وتركوا لنا اليوم قطعاً فنية فريدة من الذهب ومواد أخرى نفيسة. قامت نلك الطبقة من الزعماء (شيوخ العشائر) أو السكوثيين الملكيين من تثبيت أنفسهم كحكام لمقاطعات جنوب روسيا والقرم. وفي تلك المنطقة تمكن الباحثون من اكتشاف أبرز وأهم آثار الحضارة السكوثيية.
كان السكوثيين يحكمون من قبل ملك تنتقل سلطته بعد الوفاة إلى ابنه، وفي زمن المؤرخ هيرودوتس كانت العائلة الملكية السكوثيية قد تزاوجت مع اليونانيين.
كان لهم فنونهم التي نشأ منها فن السلت (مادة) بأوربا. وكان لهم فنونهم في لورستان (مادة) بمنطقة زاجورس البينية بين إيران والعراق حيث ازدهرت الصناعات البرونزية ما بين سنتي 1100ق.م. – 700ق.م. وتميزت بتشكيل الحيوانات والإنسان في تزيين الأسلحة وصناعة لقم ألجمة الأحصنة والدبابيس. واندمج هناك الإسكوثيون الذين جاؤا من القوقاز مع الكاشيويين (مادة) وطوروا صناعاتهم البرونزية حوالي سنة 2000ق.م.. ويعتبرون أسلاف الفرس والميديين (مادة). وكانت لغتهم الهندو-أوربية.

### الجيش السكوثي
كانت عناصر الجيش السكوثيي تتألف بشكل أساسي من رجال أحرار لم يكونوا يتلقون من أجرٍ سوى المأكل والملبس اللازم لهم، ولكنهم كانوا يتشاركون غنائم الحرب فيما بينهم في حضور زعيم الأعداء المدحورين.
العديد من محاربيهم كانوا يرتدون الخوذات البرونزية ذات الطراز اليوناني والدروع المسلسلة، سلاحهم الرئيسي كان القوس ذو الحدبتين مع السهم ثلاثي الوريقات، أما سيوفهم فكانت مشابهة للسيوف الفارسية. وكان لكل سكوثي تقريباً مطيةً شخصية، وامتلك الأغنياء منهم قطعان كبيرة من الخيول والتي غالباً ماكانت من فصيلة الخيول المغولية.

## الثقافة والمجتمع
بما أنه لم يكن للسكوثيين لغة مكتوبة، فلا يمكن جمع ثقافتهم غير المادية إلا من خلال كتابات من قبل مؤلفين غير سكوثيين، وشعوب إيرانية أخرى عاصرتهم في ذلك الوقت، ومجموعة من الأدلة الأثرية.

## الانقسامات القبلية
عاش السكوثيون في قبائل كونفدرالية، وهو شكل سياسي من أشكال الارتباط التطوعي الذي كانوا ينظمون مراعيهم من خلاله، ويعمل عبر تنظيم دفاع مشترك ضد القبائل المجاورة التي تعتدي عليهم، والتي كانت أغلبها من رعاة الماشية الذين استأنثوا الخيول. في حين أن إنتاجية تربية الحيوانات المستأنسة تجاوزت إنتاجية المجتمعات الزراعية المستقرة بكثير، كان يحتاج الاقتصاد الرعوي إلى إنتاج زراعي تكميلي أيضًا، فأجرت اتحادات البدو الرّحل تحالفات تعايشية أو قسرية مع الشعوب المستقرة بمقابل حصولها على المنتجات الحيوانية وتقديم الحماية العسكرية.
يروي هيرودوت أن ثلاث قبائل رئيسية من السكوثيين انحدرت من ثلاثة أبناء للتارغيتوس هم ليبوكسياس، وأربوكسياس، وكولاكسياس. أطلقوا على أنفسهم اسم السكولوتيين، على اسم أحد ملوكهم. كتب هيرودوت أن قبيلة أوشاتاي قد انحدرت من ليبوكسيس، أما الكاتياري والترابسيين فقد انحدرتا من أربوكسياس، والبارالاتييه (السكوثيون الملكيون) من كولاكسياس، الذي كان الأخ الأصغر لهم. وفقًا لهيرودوت، كان السكوثيون الملكيون أكبر وأقوى القبائل السكوثية، إذ كتب عنهم «لقد كانوا أعلى مرتبة من جميع تلك القبائل التي كانت كالعبيد بالنسبة لهم».
على الرغم من أن الباحثين قد عدّوا القبائل الثلاث على أنها متميزة جغرافيًا، فقد رأى جيورجيس دوميزيل الهبات الإلهية على أنها تشكل رموزًا للمهن الاجتماعية، موضحًا رؤيته الثلاثية للمجتمعات الهندو أوروبية المبكرة: يرمز كل من المحراث والنير (المَلحَم) للمزارعين، ويرمز الفأس للمحاربين، والوعاء للكهنة. كان آرثر كريستنسن الباحث الأول الذي قارن الطبقات الثلاثة للمجتمع السكوثي بطبقات الطوائف الإثنية الهندية. بحسب لدومزيل «قد تفسر محاولات الاعتداء غير المثمرة للأربوكسيين، والليبوكسيين، على عكس الناجحة لدى الكولاكسيين السبب في أن أعلى الطبقات لم تكن للمزارعين أو السحرة، بل للمحاربين».

## الحرب
كان السكيثيون شعبًا محاربًا. عندما تبدأ الحرب، سيشارك جميع السكان البالغين تقريبًا، بمن فيهم عدد كبير من النساء في المعركة. أشار المؤرخ الأثيني ثوسيديديس إلى أنه لا يمكن لأي شخص في أوروبا أو آسيا مقاومة السكوثيين دون مساعدة خارجية.
كان السكوثيون معروفون بشكل خاص في مهاراتهم في الفروسية، واستخدامهم المبكر للأقواس المركبة وهم يركبون على ظهور الخيل. بفضل قدرتهم الكبيرة على الحركة، يمكن للسكوثيين أن يتصدوا لهجمات غالبية الجنود المُشاة، والفرسان، ويدفعونهم للتراجع إلى السهوب. أتعبت هذه التكتيكات التي اتبعوها أعداءهم، مما سهّل عليهم هزيمتهم. وكان السكوثيون محاربين عدوانيين سيئيّ السمعة. حكمهم عدد قليل من النخبة المتحالفة مع بعضها البعض، واشتهر السكوثيون برماة السهوم، واكتسب الكثير منهم وظائف كمرتزقة. كان للنخب السكوثية مقابر كورغان (جثوة)، التي كانت عبارة عن تلال عالية مكوّمة فوق مقابر حجراتها من خشب صنوبر الأرزية (أو اللاريكس)، وهي صنوبرية نفضية (أو ساقطة، أي تفقد أوراقها في الخريف، وينمو عليها أوراق جديدة في الربيع) يُعتقد أنها كانت ذات أهمية خاصة كشجرة لتجدّد الحياة، لأنها تقف عارية الأوراق في فصل الشتاء.
يرجع تاريخ كنز زيوي، الذي كان كنزًا من الذهب والمعادن الفضية والعاج، والذي وُجد بالقرب من بلدة ساكيز جنوب بحيرة أورميا، إلى ما بين 680 و625 قبل الميلاد، واحتوى الكنز على أشكال ذات ملامح سكوثية من «نمط حيواني». يحتوي أحد الأطباق الفضية الذي وجد في الكنز على نقوش، ما تزال رموزها حتى الآن غير مفسّرة، وربما تمثل شكلاً من أشكال الكتابة السكوثية.
واشتهر السكوثيون في استخدامهم للسهام الشائكة والمسمومة باختلاف أنواعها، لأنها ناسبت حياتهم البدوية التي تركزت بشكل أساسي على استخدام الخيول، وبحسب هيرودوت «لقد تغذوا على دماء الخيول»، واشتهروا أيضًا بمهارتهم العالية في حرب العصابات.
قد تكون بعض الثقافات السكوثية-السارماتية هي التي أدت إلى ظهور قصص يونانية عن الأمازونيات. عُثر على مقابر للإناث المسلحات في جنوب أوكرانيا وروسيا. كتب ديفيد أنتوني، «نحو 20% من قبور المحاربين السكوثيون-السارماتيون في مناطق الدون السفلى والفولجا السفلى تحتوي على نساء يرتدين ملابس للمعركة كما لو كُن رجالًا، وقد يكون ذلك هو مصدر الإلهام للحكايات اليونانية حول الأمازونيات».

## وصلات خارجية
- الموسوعة البريطانية